# Edson Lobato
Edson Lobato é um agrônomo brasileiro.
Recebeu em 2006 o Prêmio Mundial de Alimentação, por seu trabalho em ajudar a transformar o cerrado em lavoura produtiva.